# Hebrecht (streek)
Hebrecht is een streek ten noorden van Bourtange in de gemeente Westerwolde in de Nederlandse provincie Groningen. De streek bestaat uit twee delen, een zuidelijk deel met kleinere huizen en boerderijen, en een noordelijk deel. Dit noordelijke deel is de laatste of jongste veenkolonie in de provincie Groningen. Bijzonder daarbij is dat hier niet eerst de veenlaag is afgegraven maar dat de landbouw op het bovenveen werd uitgeoefend.
De naam Hebrecht verwijst naar de omliggende streek die lang betwist is geweest tussen het Bisdom Münster en Groningen. Het Groningse woord 'heb(be)recht' betekent "twistzoeker" of "een grote egoïst".
De streek wordt voor het eerst genoemd op de kadastrale minuut van 1829. Tussen 1913 en 1914 kocht de NV Landbouw Maatschappij Westerwolde ongeveer 625 hectare langgerekte stukjes grond op van ongeveer 300 eigenaren om vervolgens het hele gebied te vervenen en rond 1920 te ontginnen. Daarvoor werden landarbeiders uit de omtrek en geïnterneerde Belgische vluchtelingen ingezet. Voor de afwatering werden via wijken ontsloten, die via hoofdwijken aan noord- en zuidzijde afwaterden op het Ruiten Aa-kanaal. De ontginning bleek echter onvoldoende te zijn uitgevoerd. In 1934 liet de Nederlandse Heidemij daarom de grond nogmaals tot 80 centimeter diep omspitten.  
Daarna liet het bedrijf er 13 boerderijen bouwen in een toegepaste Oldambtster stijl, die allen een eigen ontwerp hebben.

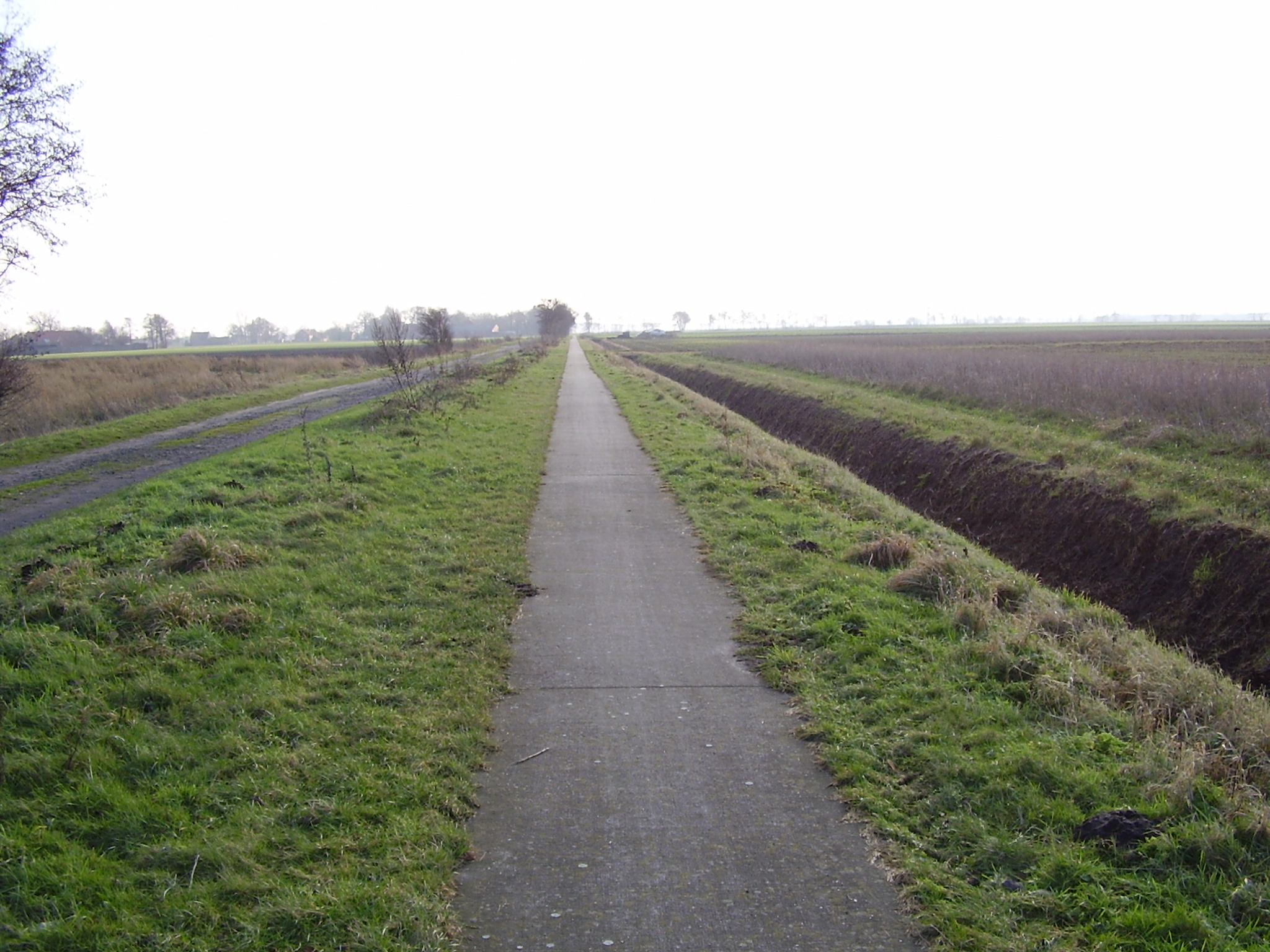
Fietspad in het Hebrecht op de grens Nederland (fietspad) en Duitsland (grindweg)